# Apamea abruzzorum
Apamea abruzzorum är en fjärilsart som beskrevs av Franz Dannehl 1933. Apamea abruzzorum ingår i släktet Apamea och familjen nattflyn. Inga underarter finns listade i Catalogue of Life.